# Erno Erb
Erno Erb (ur. 1878 we Lwowie; zm. 1943 tamże) – polski malarz żydowskiego pochodzenia, tworzący w okresie modernizmu i dwudziestolecia międzywojennego.
Urodził się w 1878 r. w zasymilowanej rodzinie lwowskich Żydów. Niektóre źródła podają jako datę urodzenia rok 1890. Niemal całe życie spędził we Lwowie i w Truskawcu. Malował motywy miejskie, sceny rodzajowe, targowiska, charakterystyczne typy ukraińskich chłopów i Żydów, pejzaże i martwe natury. Najczęściej posługiwał się farbami olejnymi, choć tworzył również akwarele i pastele. Jego olejne obrazy, odznaczające się bogatą fakturą grubo kładzionej farby, są porównywane z pracami niemieckiego malarza Maxa Liebermanna. Erb wielokrotnie wystawiał w Towarzystwie Przyjaciół Sztuk Pięknych we Lwowie i Krakowie oraz w warszawskiej Zachęcie. W 1929 brał udział w Powszechnej Wystawie Krajowej w Poznaniu, a w 1932 w Wystawie Sztuki Polskiej w Buffalo. Zginął prawdopodobnie w trakcie likwidacji lwowskiego getta.
Jego prace znajdują się w Muzeum Narodowym w Krakowie, zbiorach Żydowskiego Instytutu w Warszawie, w Muzeum Historycznym w Krakowie, Muzeum Sztuki Ukraińskiej we Lwowie i Lwowskiej Galerii Obrazów.

## Niektóre dzieła
- „Krużganek na dziedzińcu katedry” (1920) - kolekcja prywatna
- „Łodzie na Helu” (1922) - kolekcja prywatna
- „Rynek w Krakowie z widokiem na Kościół Mariacki” - kolekcja prywatna
- „Straganiarki” (1929) - kolekcja prywatna rodziny Adama Szymańskiego

## Galeria

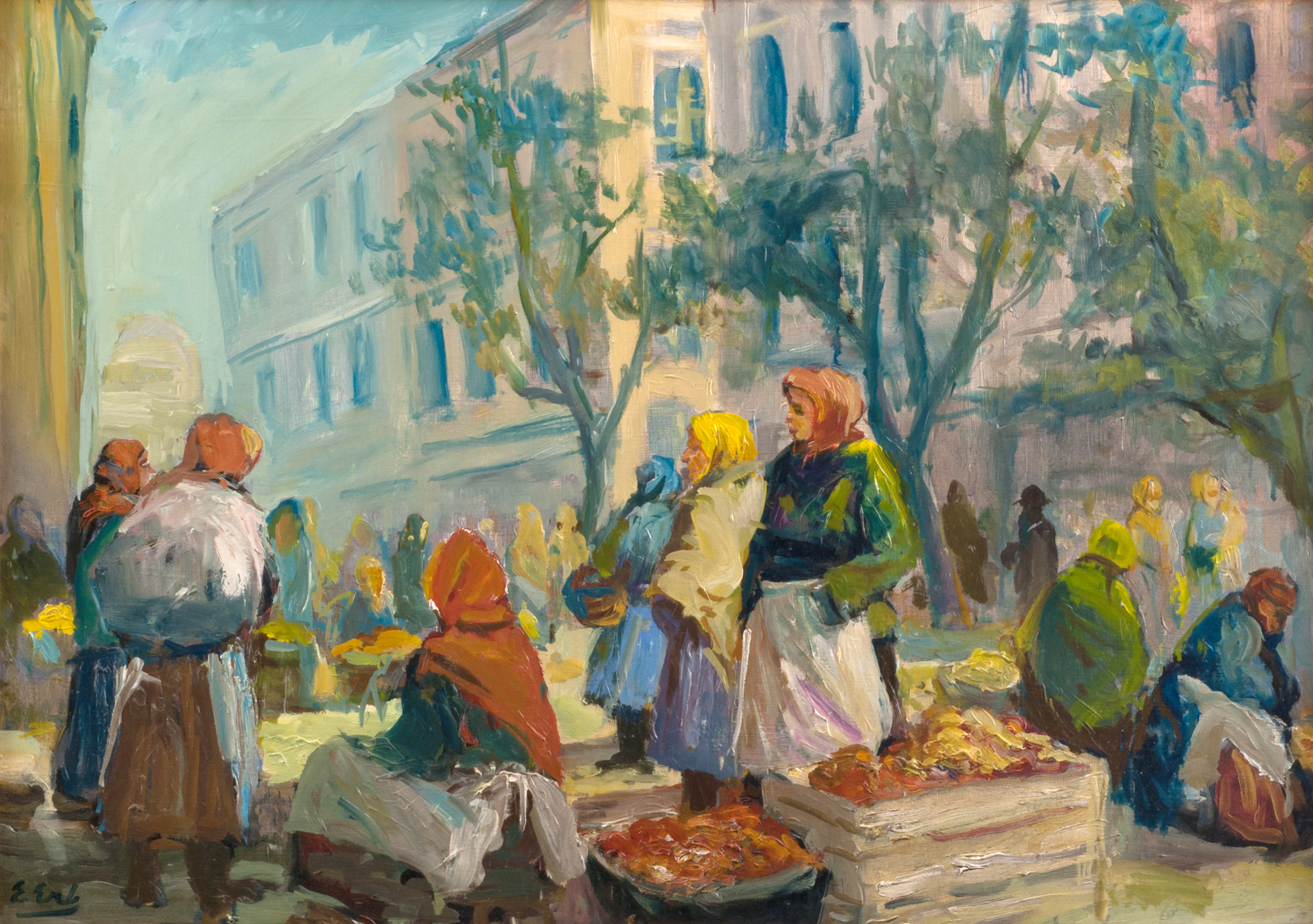
Przekupki na rynku
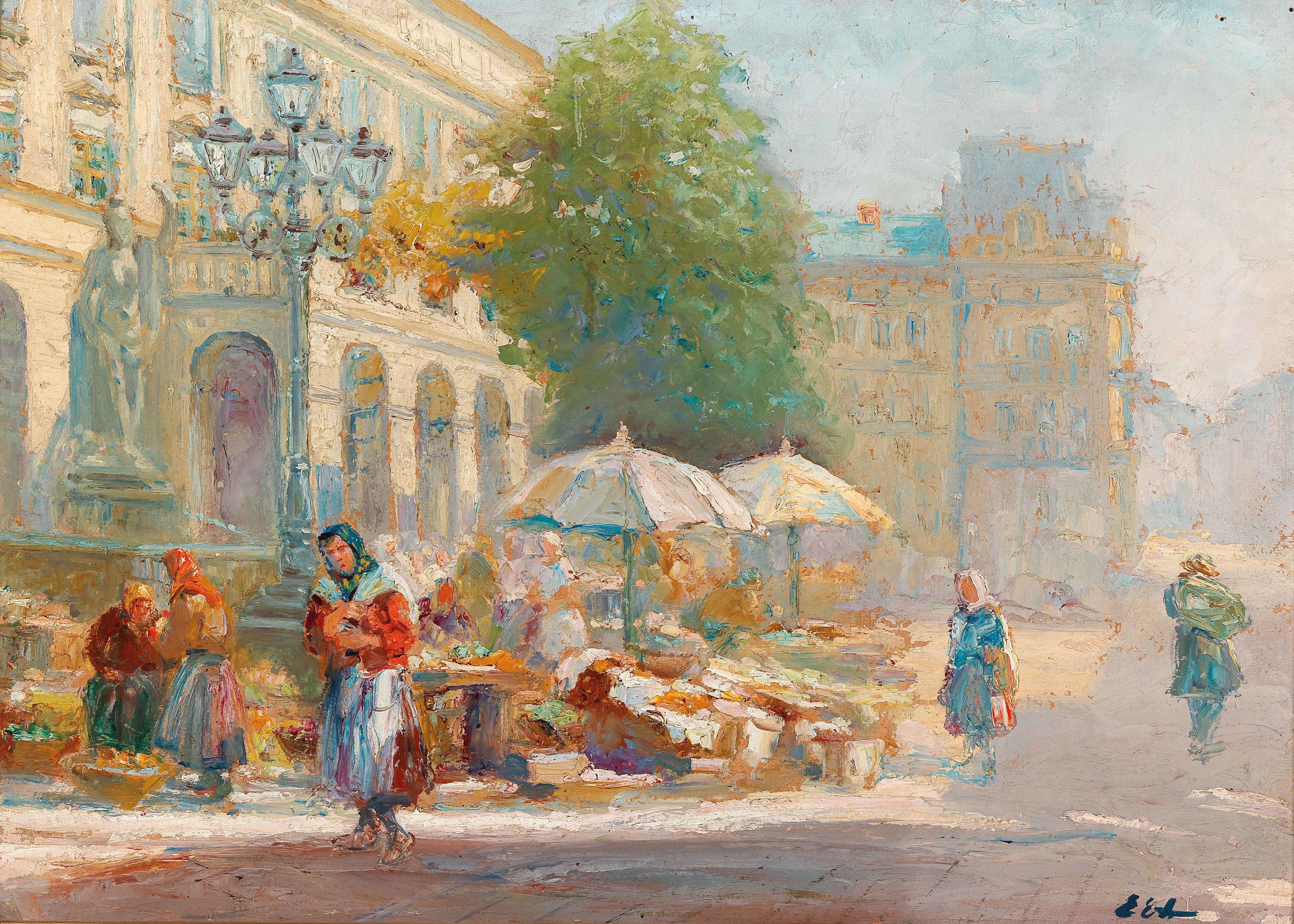
Rynek we Lwowie
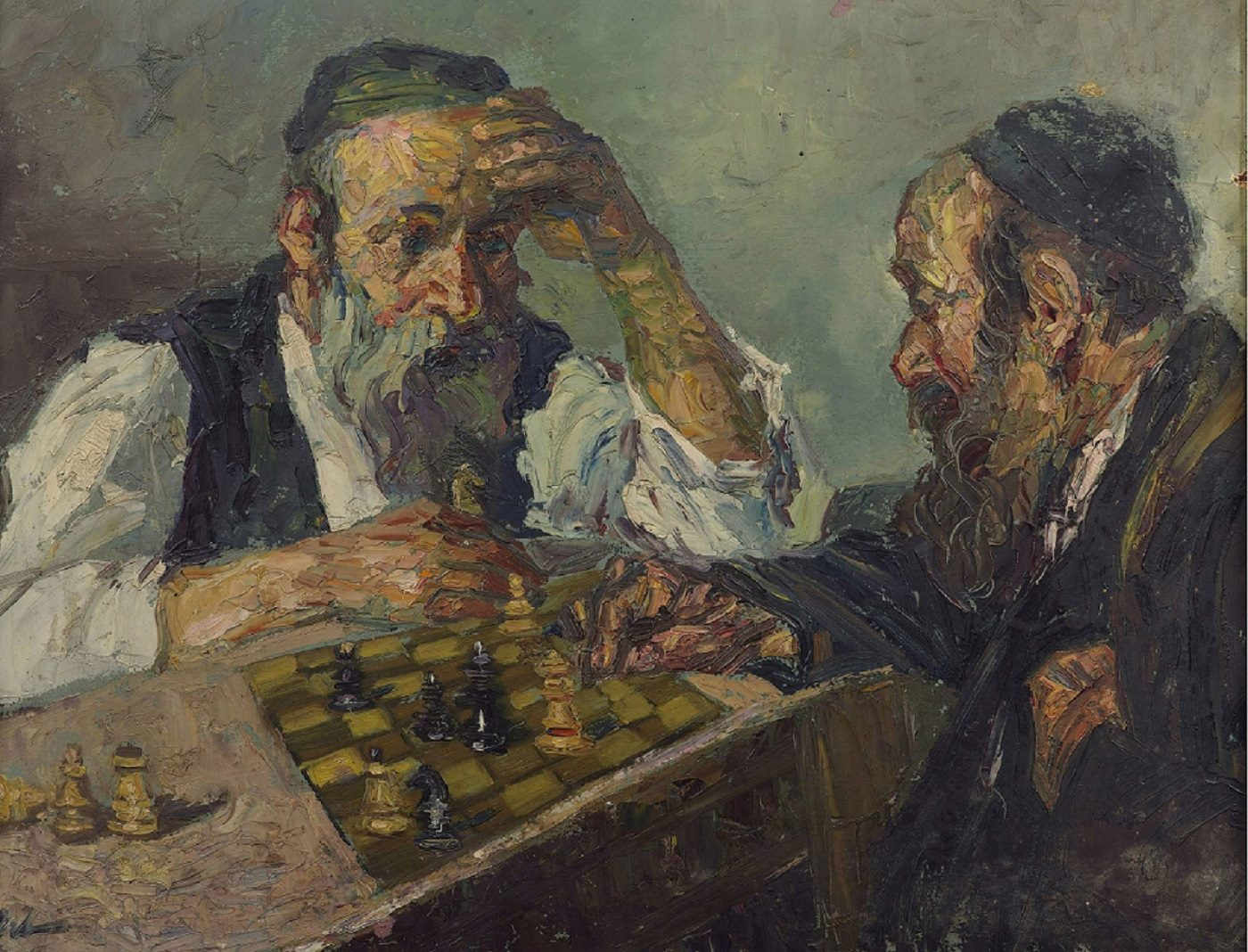
Szachiści
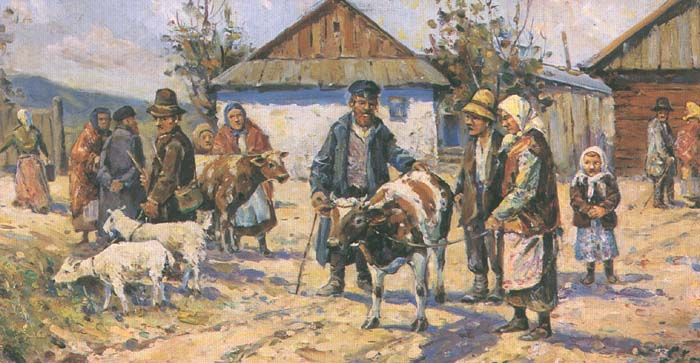
Sprzedaż krowy Żydowi
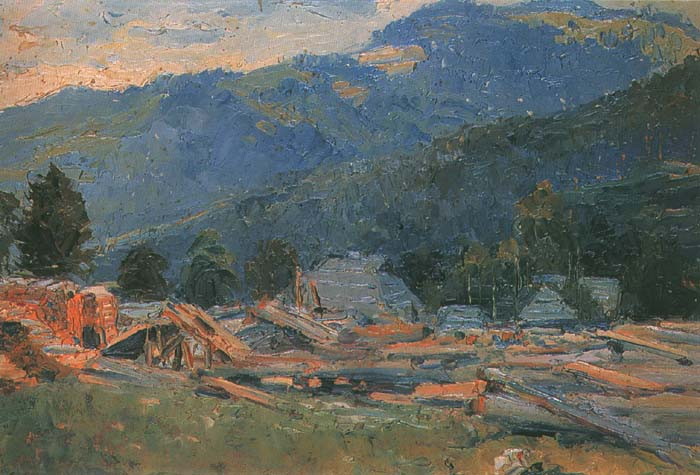
Karpaty
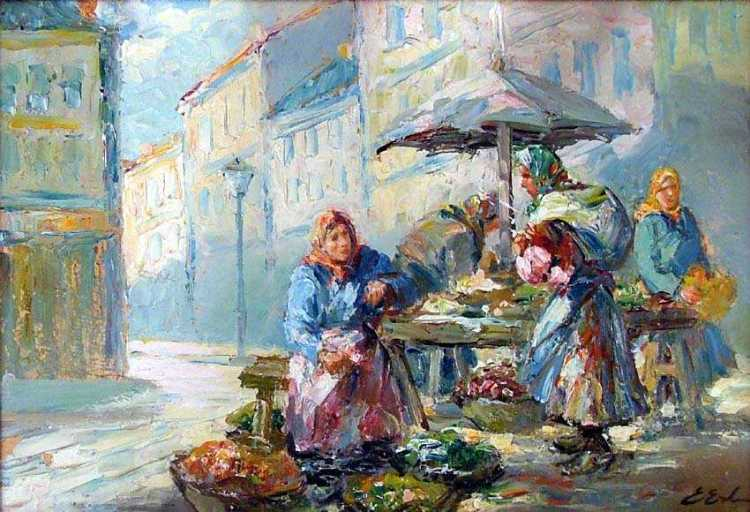
Lwowskie przekupki